# Mathilde Géron
Mathilde Géron, née le 24 mars 1986 à Sainte-Adresse, est une skippeuse française.
Elle est médaillée de bronze en 470 aux Jeux méditerranéens de 2009, médaillée d'argent en 470 aux Championnats du monde de 2012 et remporte la médaille d'or aux Jeux méditerranéens de 2013 ainsi que le titre européen en 2013 avec Camille Lecointre. 
Elle termine quatrième aux Jeux olympiques d'été de 2012.